# Graça Machel
Graça Machel (ur. 17 października 1945 w Incadine) – mozambicka działaczka humanitarna i społeczna, polityk i nauczycielka. Wdowa po prezydencie Mozambiku Samorze Machelu oraz po prezydencie Republiki Południowej Afryki Nelsonie Mandeli. 

## Życiorys

### Edukacja
Urodziła się jako Graça Simbine we wsi Incadine w Mozambiku, będącym wtedy pod protekcją Portugalskiej Afryki Wschodniej. Miała sześcioro rodzeństwa, a jej ojciec, pastor metodystyczny, zmarł 3 tygodnie przed jej narodzinami. Uczęszczała do metodystycznej szkoły misyjnej, a następnie otrzymała stypendium i w 1968 roku wyjechała do Portugalii studiować germanistykę na Uniwersytecie w Lizbonie. Tam po raz pierwszy zaangażowała się w ruch niepodległościowy Mozambiku. 

### Działalność niepodległościowa
Pod naciskiem tajnej policji, zmuszona była uciekać do Szwajcarii z powodu swojej działalności. W 1973 roku przyłączyła się do marksistowskiej organizacji Frontu Wyzwolenia Mozambiku działającego przeciw kolonializmowi Portugalii. W ramach operacji FWM została przerzucona do Tanzanii, odbyła kurs wojskowy i miała zajmować się szkoleniami. Została także zastępcą dyrektora szkoły w mieście Bagamoyo. Następnie trafiła do prowincji Cabo w Mozambiku. Poznała tam Samorę Machela, jednego z dowódców bojówek FWM. 

### Pierwsza Dama Mozambiku

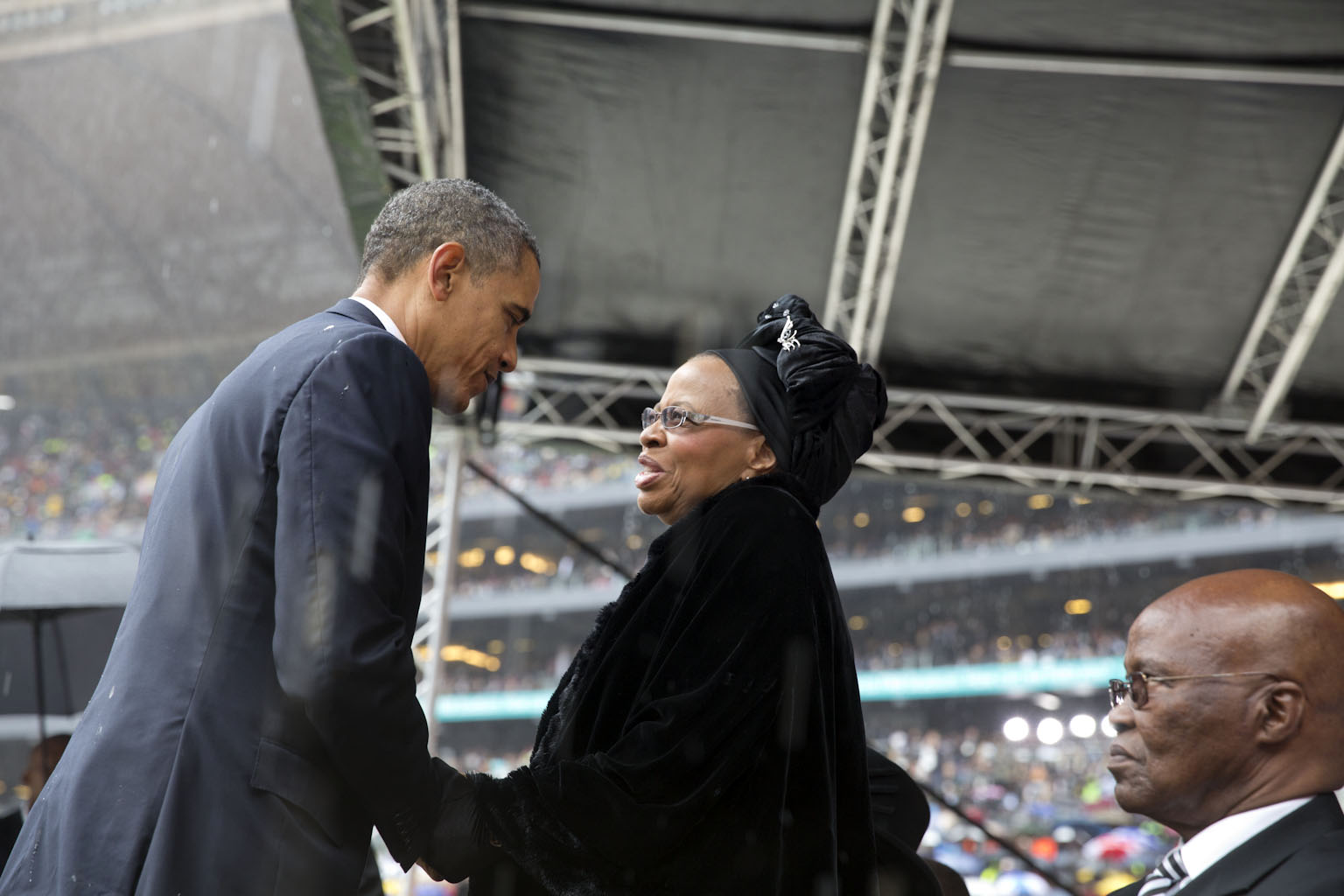
Graca Machel oraz prezydent USA Barack Obama podczas ceremonii pogrzebowej jej drugiego męża, Nelsona Mandeli (2013)

We wrześniu 1975 roku wzięli ślub i została Pierwszą Damą nowo utworzonego Mozambiku (niepodległość uzyskał w czerwcu tego samego roku). Miała z nim dwoje wspólnych dzieci, wychowywała także pięcioro dzieci z pierwszego małżeństwa Samory Machela. 

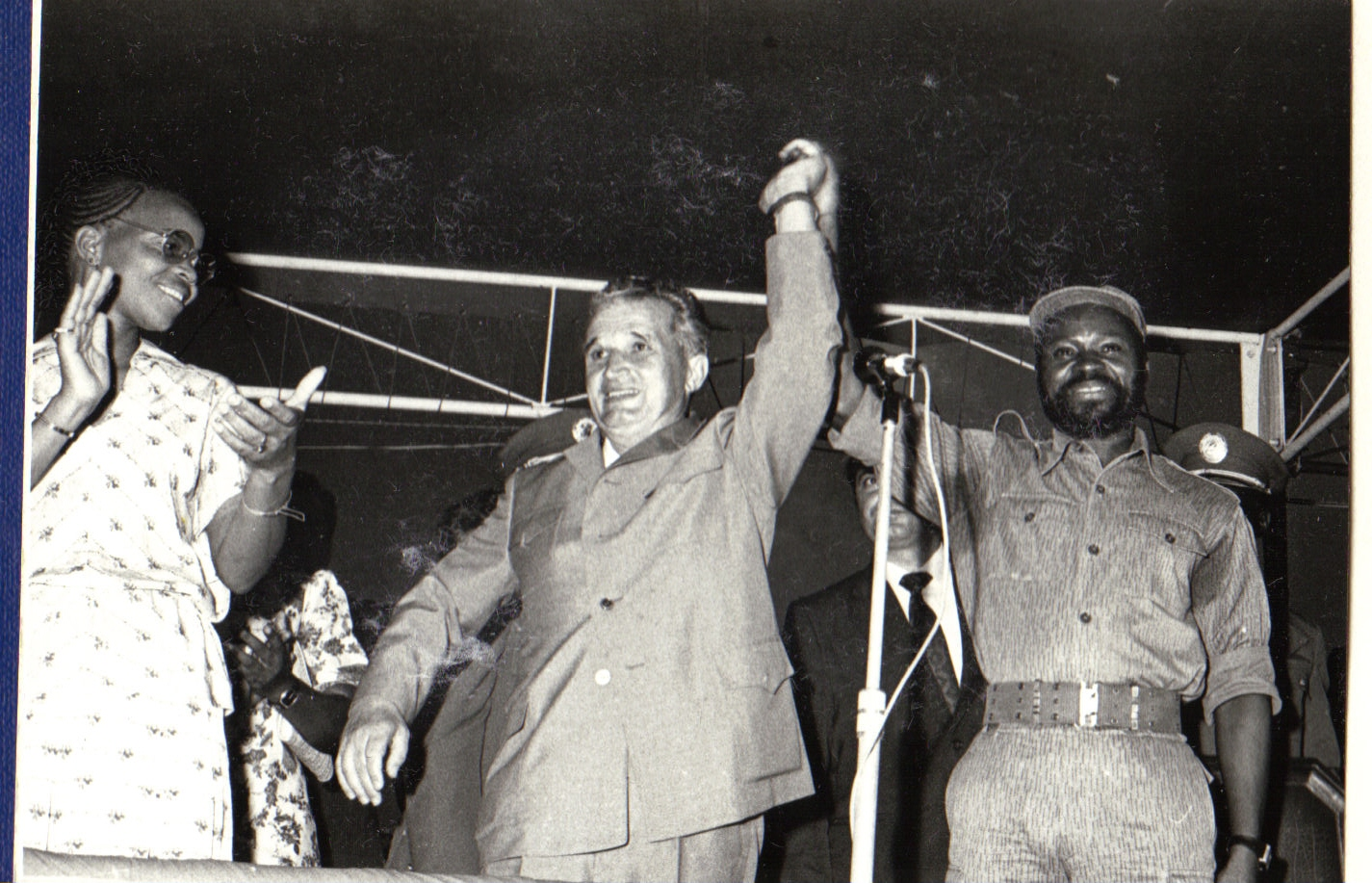
Graca i Samora Machelowie wizytujący sekretarza generalnego Rumuńskiej Partii Komunistycznej Nicolae Ceaușescu w Maputo (1979)

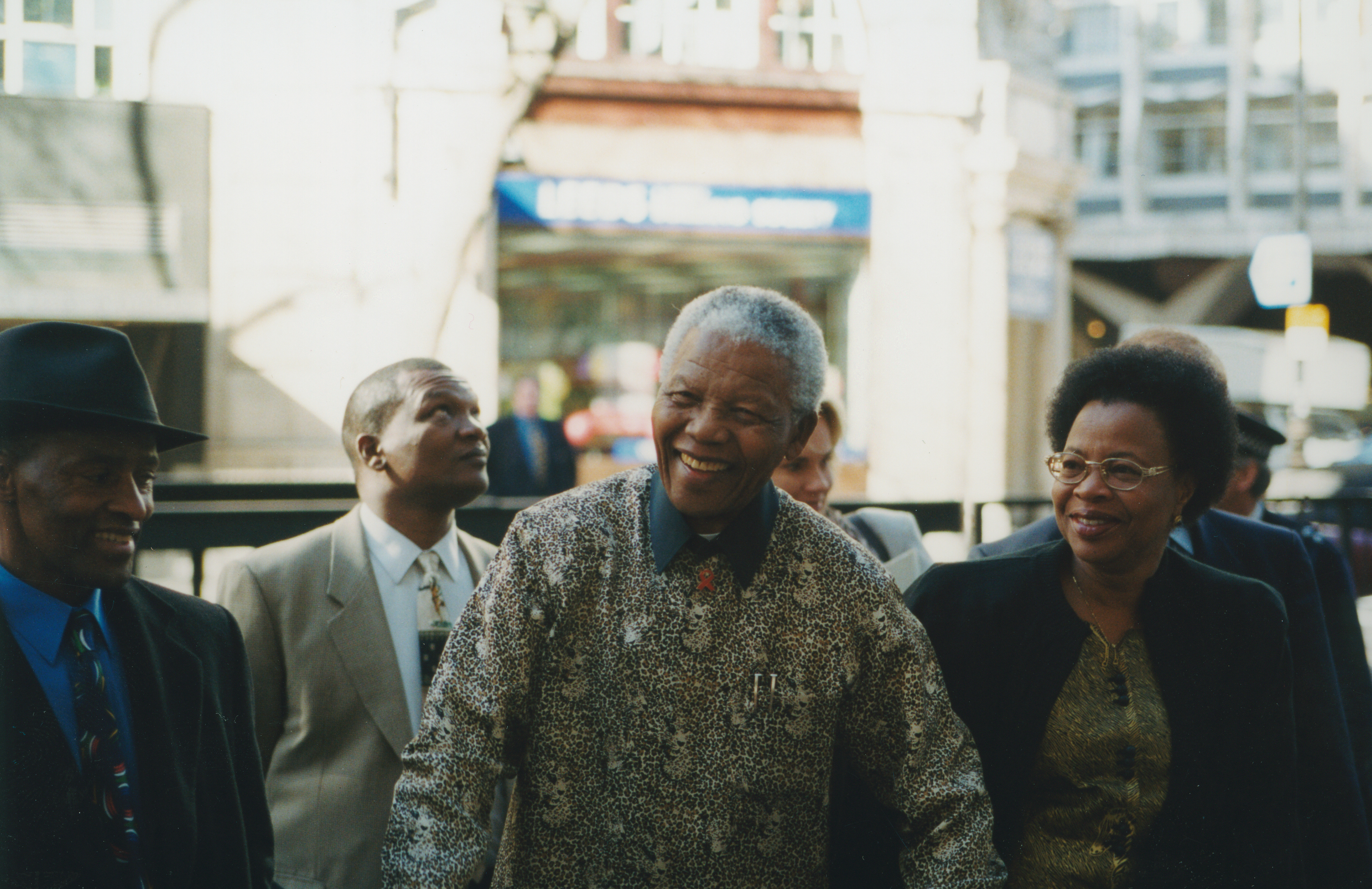
Nelson Mandela oraz Graca Machel w 2000 roku

Po odzyskaniu niepodległości jej mąż sformował pierwszy rząd, powołując Graçę na stanowisko Ministra Edukacji i Kultury. Wprowadziła reformy w szkolnictwie, dzięki czemu liczba uczniów zapisanych do szkół podstawowych i średnich wzrosła z około 40 procent wszystkich dzieci w wieku szkolnym do ponad 90 procent w przypadku mężczyzn i 75 procent w przypadku kobiet. Przyczyniła się do wzrostu wykształcenia Mozambijczyków i ograniczenia analfabetyzmu w kraju. 

### Działalność międzynarodowa
Po śmierci męża w katastrofie lotniczej 19 października 1986 roku w RPA zrezygnowała z teki ministra i chwilowo wycofała się z polityki, zostając jednak niedługo później przewodniczącą Narodowej Organizacji Dzieci Mozambiku, organizacji zajmującymi się sierotami oraz wzmocnieniem roli kobiet w społeczeństwie. Machel uczestniczyła również w forach międzynarodowych jako delegat na konferencję UNICEF w 1988 roku w Harare w Zimbabwe oraz jako przewodniczący Krajowej Komisji UNESCO w Mozambiku. 
Została powołana przez sekretarza generalnego ONZ na eksperta do kierowania badaniami nad wpływem konfliktu zbrojnego na dzieci. Pierwsze tego rodzaju badanie w historii ONZ pokazało społeczności światowej konieczność podjęcia skutecznych działań w celu promowania i ochrony praw dzieci będących ofiarami konfliktów zbrojnych. 
W latach 90. pogłębiła przyjaźń z Nelsonem Mandelą, prezydentem Południowej Afryki, który był przyjacielem jej pierwszego męża. Para pobrała się 18 lipca 1998 roku. Zdobyła międzynarodowe uznanie za swoje osiągnięcia. Przyznano jej nagrody za m.in. koordynowanie projektu Hunger w 1992 roku przeciwdziałającemu niedożywieniu ludności, oraz w uznaniu jej wkładu w dobro dzieci-uchodźców, a także za przeciwdziałanie zawieraniu małżeństw przez nieletnie dziewczęta.
W 2008 roku Uniwersytet w Barcelonie przyznał jej tytuł doktora honoris causa. Zasiadała w zarządach organizacji międzynarodowych, w tym Fundacji ONZ, Forum Afrykańskich Pedagogów Kobiet, Afrykańskiego Forum Przywództwa i Międzynarodowej Grupy Kryzysowej. Przez kilka lat była także przewodniczącą GAVI, organizacji zajmującej się szczepieniami. 